# Georg Roensch
Georg Roensch (* 5. Februar 1861 in Apolda; † 1923) war ein deutscher Architekt.

## Leben
Roensch lebte in Berlin-Charlottenburg. Sein „Atelier für Architectur“ befand sich zunächst im Haus Kantstraße 149, dann ab 1900 im Haus Fasanenstraße 22.
Er war Mitglied der Vereinigung Berliner Architekten (VBA), die 1879 von baukünstlerisch ambitionierten Privatarchitekten gegründet worden war.
Roensch wurde er im Jahr 1902 zusammen mit seinen namhaften Kollegen Hermann Solf (1856–1909), Albert Gessner, Alfred Grenander und Albert Hofmann in die Kommission zur Anordnung der Architektur-Abtheilung auf der Großen Berliner Kunstausstellung 1903 berufen.

## Bauten und Entwürfe
- 1890–1891: Mehrfamilienwohnhaus in Berlin-Schöneberg, damaliger Kaiser-Wilhelm-Platz 5[7]
- 1895: Wettbewerbsentwurf für die Ruhmeshalle in (Wuppertal-)Barmen (gemeinsam mit H. Henkel, prämiert mit einem von zwei 3. Preisen, nicht ausgeführt)[8]
- 1897–1898: Geschäftshaus für den Goldwaren-Großhändler Wilhelm Müller, sogenanntes Juwel-Palais, in Berlin-Mitte, Gertraudenstraße 10 (gemeinsam mit Max Jacob; unter Denkmalschutz)
- 1899–1900: Jagdsitz Hubertushöhe für den Berliner Unternehmer Georg Büxenstein bei Storkow (Mark) (gemeinsam mit Max Jacob; unter Denkmalschutz)
- 1901: Wettbewerbsentwurf für das Westfälische Provinzialmuseum in Münster (nicht prämiert, nicht ausgeführt)[9]
- 1901: Wettbewerbsentwurf für ein Seemannsheim in Wilhelmshaven (prämiert mit dem 3. Preis, nicht ausgeführt)[10]
- um 1902?: Grabmal für Carl und Luise Bechstein auf dem Friedhof II der Sophiengemeinde in Berlin-Mitte, Bergstraße 29 (unter Denkmalschutz)[11]
- um 1902?: Villa für Dr. Gerson in Berlin-Schlachtensee, Rolandstraße 2[12]
- 1903: Obelisk als Denkmal für Friedrich II. in Berlin-Johannisthal, Sterndamm / Hoevelstraße (1950 abgerissen)[13]
- 1905: Bankgebäude in Schwerin, Wismarsche Straße 127/129 / Arsenalstraße (unter Denkmalschutz)[14]
- 1905–1906: Rathaus Berlin-Johannisthal, Sterndamm 102 (mit Veränderungen erhalten, unter Denkmalschutz)
- 1905–1906: Weinhaus Uhle in Schwerin, Schusterstraße 13/15 (mit Veränderungen erhalten, unter Denkmalschutz)
- 1906: Wettbewerbsentwurf für den Neubau des Kurbads in Eisenach (nicht ausgeführt)[15]
- 1908–1909: Bootshaus des Berliner Ruder-Clubs in Berlin-Wannsee, Bismarckstraße 4[16]
- 1909–1911: Hotel „Nordischer Hof“ in Schwerin, Schloßstraße 9/11 (heute durch das Finanzministerium MVP genutzt)
- 1910: Villa in Berlin-Grunewald, Erdener Straße 13/15 (nicht erhalten)[17]

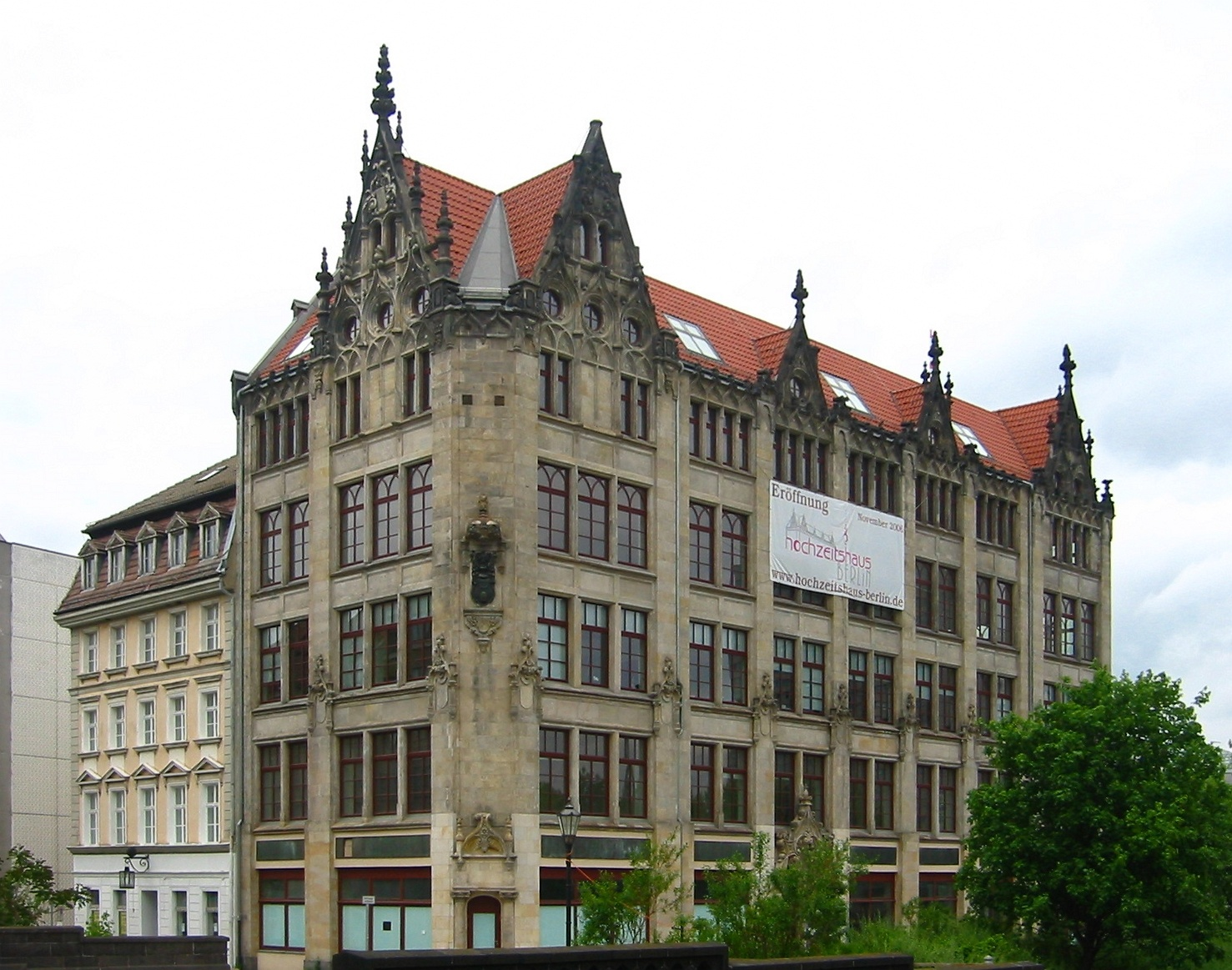
Juwel-Palais in Berlin
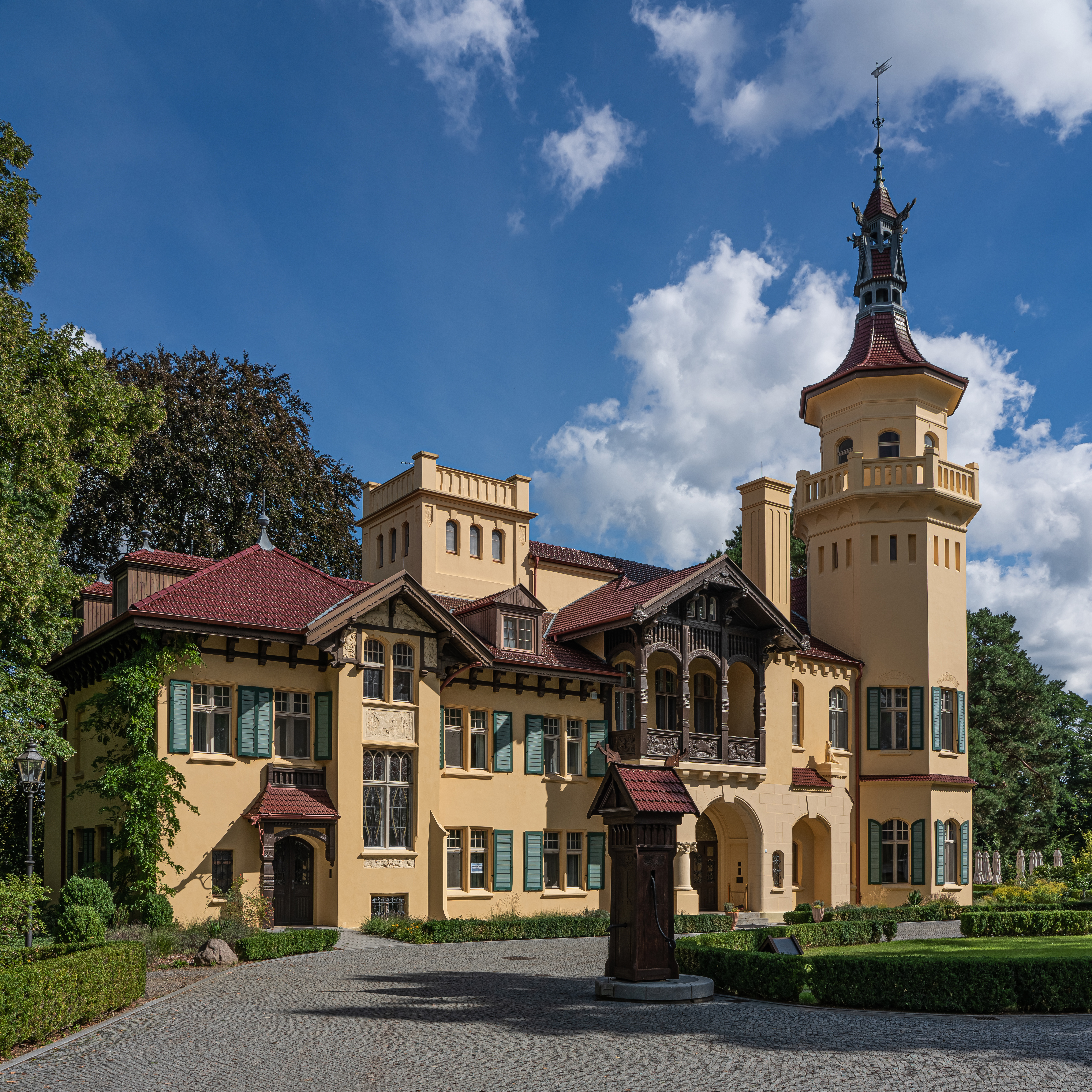
Schloss Hubertushöhe bei Storkow (Mark)
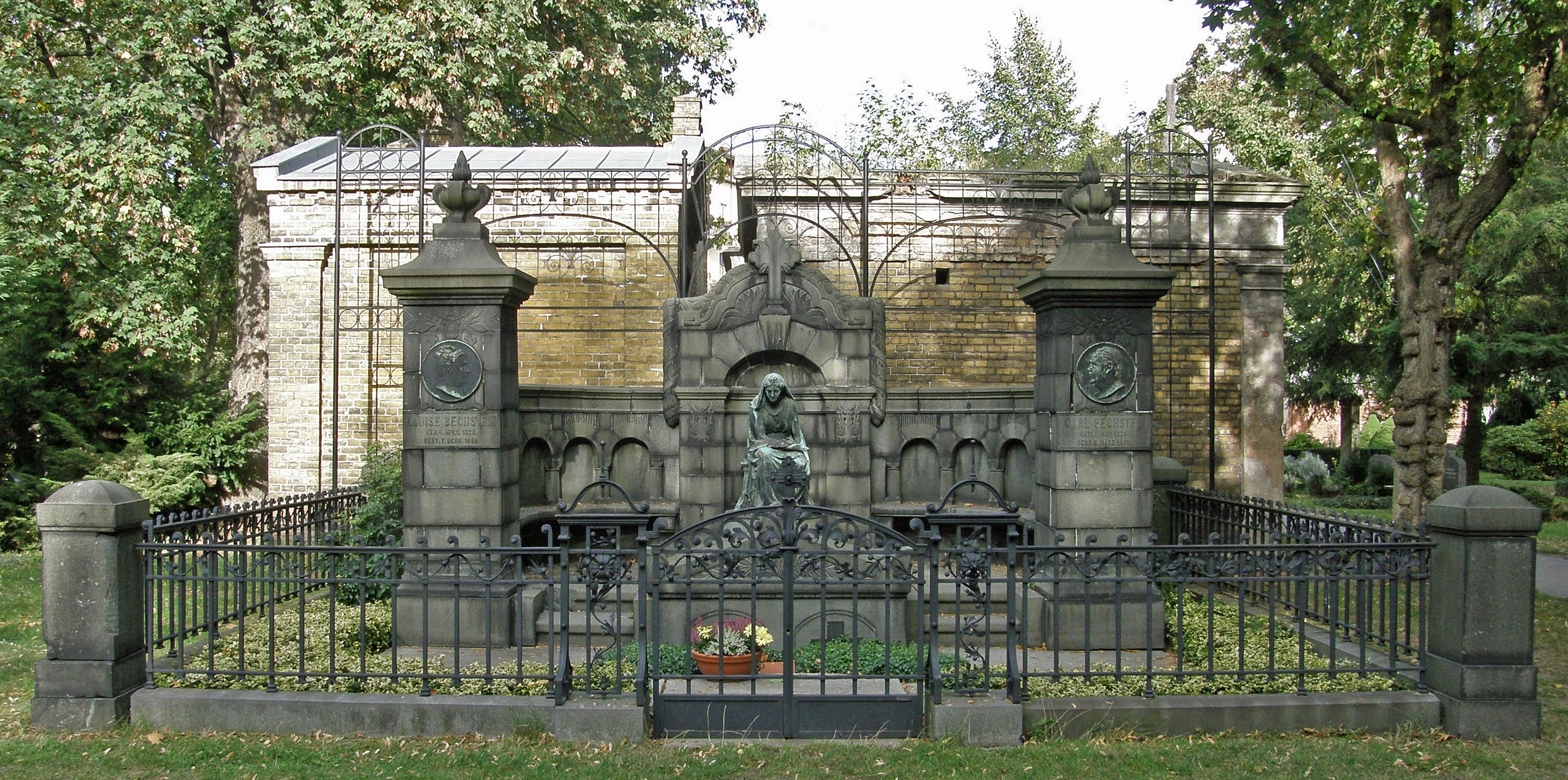
Grabmal für Carl und Luise Bechstein
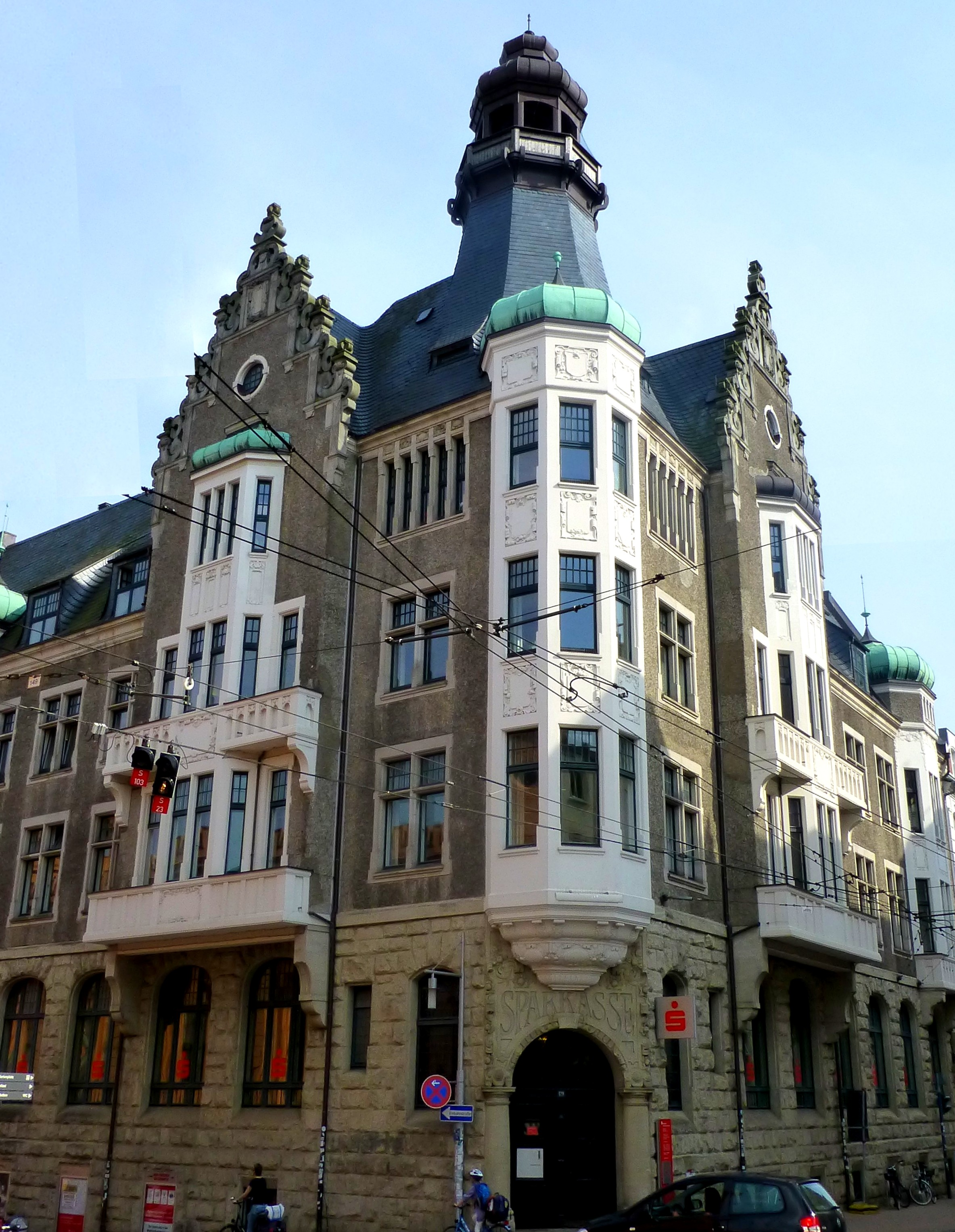
Bankgebäude in Schwerin
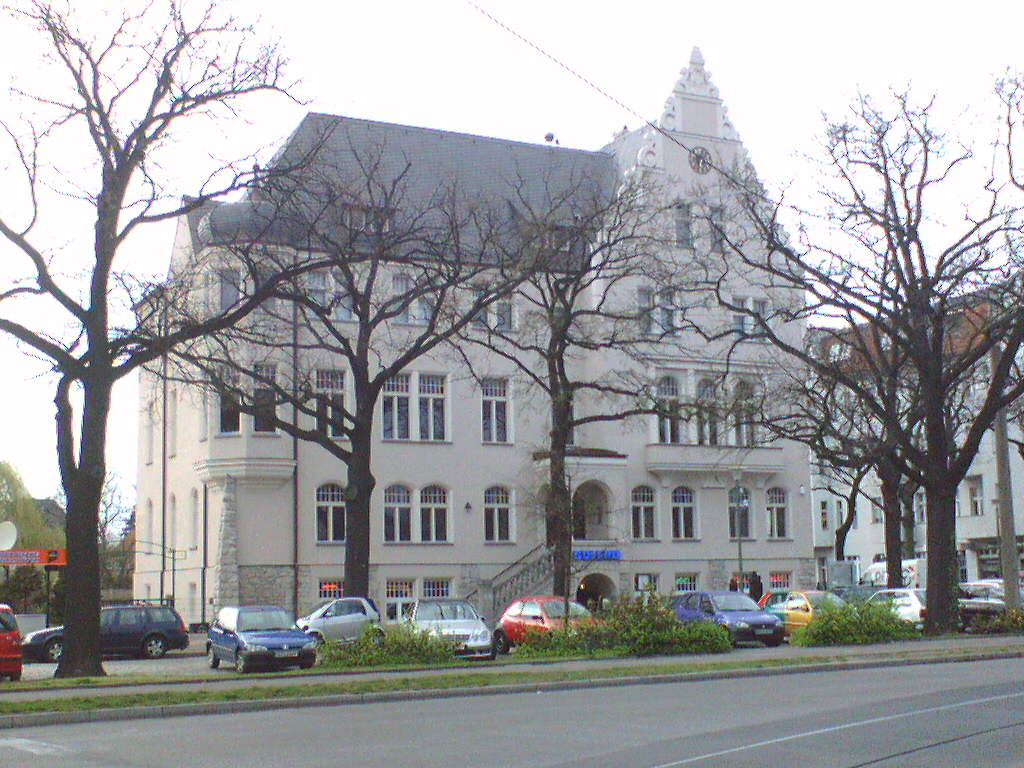
Rathaus Berlin-Johannisthal
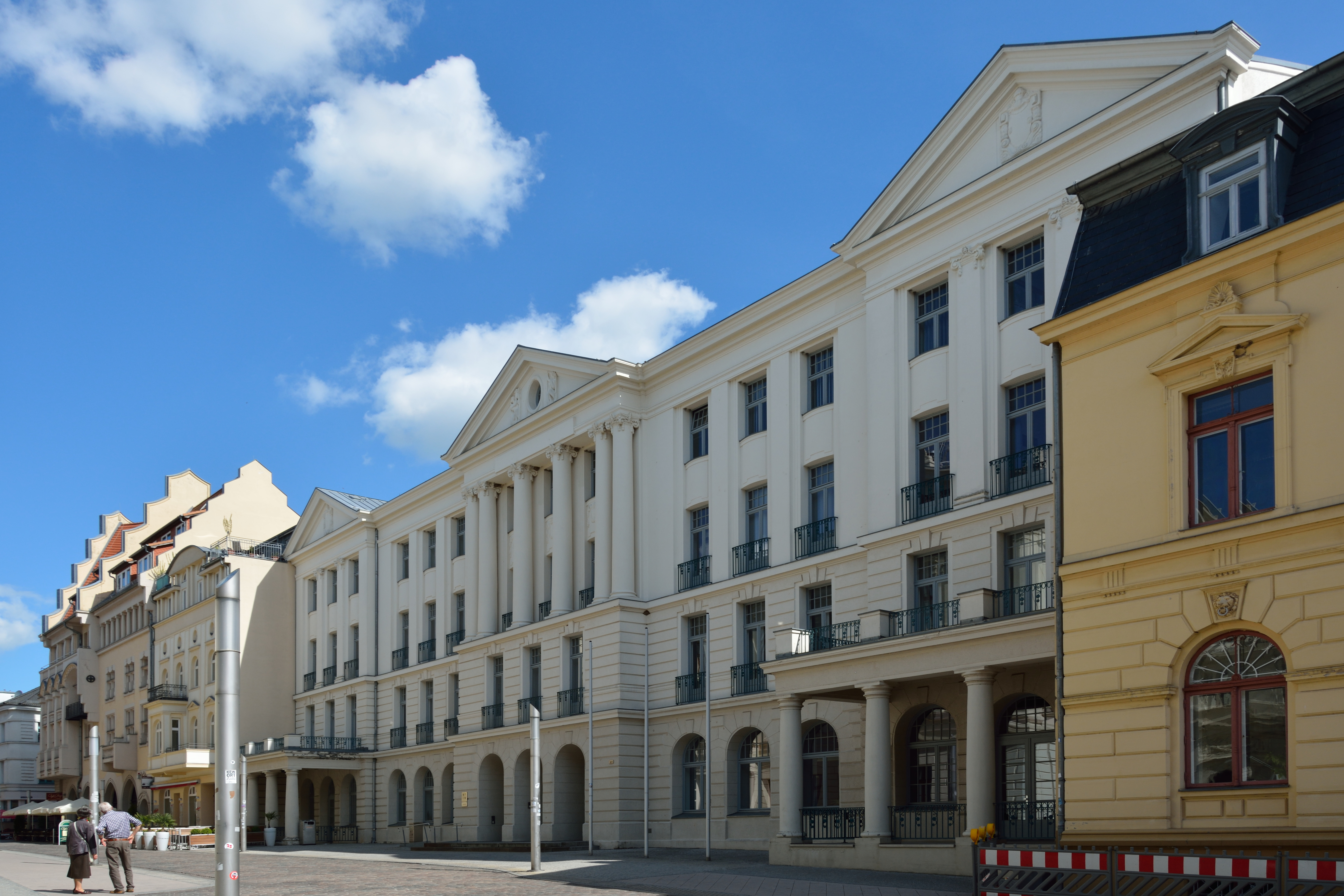
ehem. Hotel Nordischer Hof in Schwerin